# Анна бен Анна
Анна бен Анна (на иврит: חנן בן חנן) е еврейски религиозен и политически водач от I век.
Той е син на Анна, първосвещеник на Юдея през 6 – 15 година, а през следващите години петимата му братя и зет му също са първосвещеници. Самият Анна бен Анна е назначен за първосвещеник от цар Ирод Агрипа II през 63 година, но скоро е отстранен от поста. Активен садукей, той се възползва от временното отсъствие от Юдея на римски прокуратор и започва преследвания на представители на други секти, екзекутирайки техни водачи, сред които, изглежда, е и братът на Иисус Христос Яков. С това предизвиква широко недоволство и е отстранен от Агрипа при пристигането на новоназначения прокуратор Лукцей Албин.
И след отстраняването си от поста на първосвещеник Анна бен Анна запазва влиянието си и през 66 година става един от водачите на Юдейското въстание и ръководител на съставеното временно правителство наред с Йосиф бен Гурион. При последвалите вътрешни сблъсъци между евреите той ръководи обсадата на превзетия от зилотите Йерусалимски храм.
Анна бен Анна е убит през 68 година при превземането на Йерусалим от съюзилите се със зилотите идумейци.